# Will Bowden
Will Bowden (Epping, 24 aprile 1971) è un attore e doppiatore britannico.

## Biografia
Ha lavorato per anni come modello, specialmente con i fotografi Bruce Weber e Arthur Elgort. Ha studiato alla Guildhall School of Music and Drama, prima di debuttare a teatro a Los Angeles nell'Enrico IV di Shakespeare, in cui interpretava Hotspur (2005). Nel 2006 debutta a New York quanto interpreta Marco Antonio nel Giulio Cesare diretto da Michael Connor. Nello stesso anno torna a recitare a Los Angeles, interpreta Laerte in Amleto. Ha lavorato a teatro anche in Gran Bretagna, in opere come The Jeweller (2011), The Cardenio (2011) e The Curing Room (2014).

## Filmografia

### Cinema
- Pearl Harbor, regia di Michael Bay (2001)
- The Discovery of Heaven, regia di Jeroen Krabbé (2011)
- Kill Kill Faster Faster, regia di Gareth Maxwell Roberts (2008)
- Dead Man Running, regia di Alex De Rakoff (2009)
- Captain Phillips - Attacco in mare aperto (Captain Phillips), regia di Paul Greengrass (2013)
- The Imitation Game, regia di Morten Tyldum (2014)
- Michiel de Ruyter, regia di Roel Reiné (2015)

### Doppiatore
- Kingsglaive: Final Fantasy XV (キングスグレイブ ファイナルファンタジ), regia di Takeshi Nozue (2016)